# WSV Moers
Der Wassersportverein Moers (WSV Moers) ist ein Kanuverein in Moers, der im Deutschen Kanu-Verband organisiert ist. Der Verein wurde 1973 in Moers von Klaus Lettmann und Jürgen Sachs gemeinsam mit 17 weiteren Kanu-Begeisterten gegründet. Klaus Lettmann ist auch heute noch der Ehrenvorsitzende des WSV Moers.
Das Bootshaus liegt am Schwafheimer Bergsee, auf dem im Sommerhalbjahr auch das Training stattfindet.

## Geschichte
Die Initiative zur Gründung des WSV Moers ging von Klaus Lettmann und Jürgen Sachs aus. Zusammen mit 17 weiteren Kanuten wurde dann am 19. September 1973 der Verein gegründet. Als erster Vorsitzender wurde Bernhard Siebenbor gewählt. Nach der Gründung des Vereins stand zunächst kein Gelände zur Verfügung, wo ein Bootshaus errichtet und das Kanu-Training stattfinden konnten. Um diese Situation zu ändern, hat der WSV Moers mit der Teilnahme am Nelkensamstagsumzug im Karneval 1974 in Moers auf diese Situation aufmerksam gemacht und für die Notwendigkeit geworben, endlich eine Trainingsmöglichkeit zu bekommen. Hierzu wurde von den Mitgliedern ein eigener Umzugswagen gebaut. Tatsächlich hatten die Bemühungen Erfolg und im Januar 1975 erhielt der WSV Moers die ersten Trainingsmöglichkeiten im Wellenbad Rheinkamp und im Winter im Hallenbad 'Wilhelm Schröder'.
Doch damit war noch immer kein eigenes Vereinsgelände vorhanden. Innerhalb von Moers kam aus Sicht des Vereins nur noch ein Grundstück mit Zugang zum Wasser in Frage: das Grundstück in Schawfheim, an der Waldstr. 115. Durch die Gebietsreform vielen die anderen zunächst ausgesuchten Grundstücke aus, da diese nun zu Duisburg gehörten und Duisburg keinem Moerser Verein Grundstücke überlassen wollte. Die Nutzung des Schwafheimer Bergsees war aber nicht unumstritten, sowohl der ansässige Anglerverein, als auch der NaBu waren gegen eine Nutzung des Sees durch die Kanuten des WSV Moers. Im August 1975 wurde dem WSV Moers die Nutzung des Schwafheimer Bergsees zum Kanutraining gestattet, trotz des Widerstands von Vogelschützern und Anglern.
Im Juli 1976 wurde dann das erste Bootshaus des WSV Moers eingeweiht, allerdings vernichtete ein Feuer am 23. März 1977 das Bootshaus und alle dort gelagerten Boote. Doch obwohl damit der WSV praktisch vor dem Nichts stand, haben die Vereinsmitglieder weiter gemacht, am 21. Mai 1979 wurde der Bauantrag für ein neues Bootshaus eingereicht. Mehr als ein Jahr später, im September 1980, erfolgte die Grundsteinlegung des neuen Bootshauses, das auch heute noch genutzt wird.
Im Juli 1981 wurde der gemeinsame Paddeltag mit der Niederrheinischen Blindenwassersportgemeinschaft zum festen Bestandteil des Programms des WSV Moers. Dieser gemeinsame Paddeltag findet bis heute statt. Im Jahr 1985 begann die Zusammenarbeit mit dem Jugenddorf Niederrhein, die ebenfalls bis heute weitergeführt wird. Im Jahr 2010 startete die Kanu-AG als Kooperation mit dem Gymnasium Rheinkamp in Moers.

## Erfolgreiche Kanuten

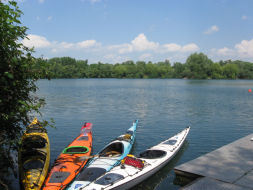
Bergsee

Obwohl der WSV Moers fast nur Freizeitsport anbietet, gibt es mit Klaus und Jochen Lettmann zwei sehr erfolgreiche und bekannte Kanuten, die Mitglied im WSV Moers sind:
- Klaus Lettmann, 1963 Weltmeister im Wildwasser
- Jochen Lettmann, 1992 Bronzemedaille im Kanuslalom

## Kooperationen
- Niederrheinische Blindenwassersportgemeinschaft
- Jugenddorf Niederrhein
- Kanu-AG des Gymnasiums Rheinkamp
- Beeckerweerther Kanu Verein